# Florya (Istanbul)
Florya (in turco Şenlikköy) è una mahalle appartenente al distretto di Bakırköy di Istanbul, in Turchia.  È una delle zone ricche di Istanbul, abitate dall'alta borghesia. Atatürk, il fondatore e primo presidente della Turchia moderna, passava il suo tempo libero nella sua villa marina di Florya, nuotando e godendosi la spiaggia sabbiosa.

## Geografia fisica
Si trova lungo il Mar di Marmara e confina a nord-est col quartiere di Yeşilköy, a nord-ovest col distretto di Küçükçekmece.

## Origine del nome
Il nome di Florya, secondo l'erudito bizantino Michele Psello, che lo trovò citato in una crisobolla imperiale, deriva dalla parola greca "Phlorion". Esso deriva forse da un certo Florus, che visse in questa zona durante la prima età bizantina. Il quartiere è chiamato ufficialmente Şenlikköy.

## Monumenti e luoghi d'interesse

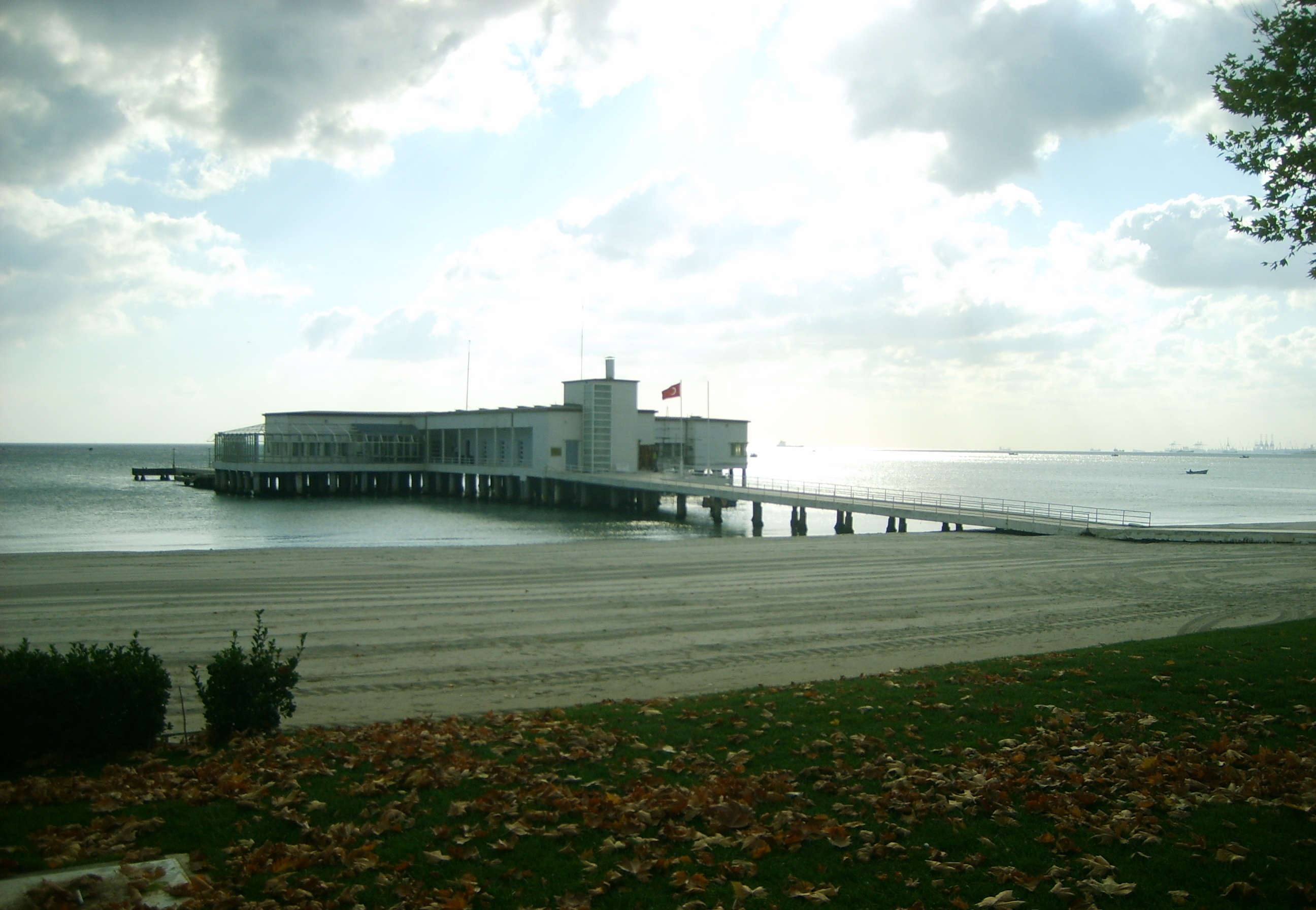
La residenza marina di Atatürk a Florya

La "Residenza marina di Atatürk a Florya" (in turco: Florya Atatürk Deniz Köşkü), una volta residenza estiva di Mustafa Kemal Atatürk e oggi un museo, si trova sulla riva del Mar di Marmara. All'apice della sua popolarità, il politico turco trascorse qui tutta nell'estate del 1938, un periodo di tempo più lungo di quanto avesse mai fatto nel decennio precedente. Le visite si concentravano fra il Palazzo di Dolmabahçe e l'MV Savarona, uno yacht comprato a spese del governo turco per suo uso personale. Nel tempo libero si aggiungeva anche qualche passeggiata nel lungomare di Florya.
Il club sportivo Galatasaray SK dispone delle strutture di allenamento del club a Florya. Anche il team Bakirkoyspor della Super lega dei dilettanti di Istanbul gioca le partite casalinghe nello stadio Şenlikköy, che si trova a Florya. 
Il Florya Koleji, l'Istek Vakfi, l'Ilke Koleji, il Bahçeşehir Koleji sono alcuni dei collegi privati della zona. Il rinomato ristorante di kebap Beyti è situato in un edificio di tre piani a Florya.

## Economia
Compagnie aeree come Atlasjet e Freebird Airlines hanno la loro sede principale a Florya. In precedenza anche Onur Air aveva la sua sede principale in questo quartiere.

## Trasporti
Florya ha due stazioni (Florya e Florya Acquarium) lungo la linea di metropolitana Marmaray fra Gebze e Halkalı.